# Натаніел Бекон
Натаніе́л Бе́кон (англ. Nathaniel Bacon; *1642 чи 1647 — †1676) — керівник одного з перших великих повстань в Північній Америці проти англійського колоніального панування.
Дрібний плантатор, Бекон 1676 очолив рух фермерів Вірджинії проти надмірних податків і політичних утисків. Загін Бекона захопив і спалив місто Джеймстаун, змусивши губернатора втекти.
Після смерті Бекона повстання, через розпорошеність сил повстанців, було придушене англійським військом.